# Овчаре (Кутєво)
45°23′ пн. ш. 17°47′ сх. д. / 45.39° пн. ш. 17.78° сх. д.
Овчаре (хорв. Ovčare) — населений пункт у Хорватії, у Пожезько-Славонській жупанії у складі міста Кутєво.

## Населення
Населення за даними перепису 2011 року становило 123 осіб.
Динаміка чисельності населення поселення:

## Клімат
Середня річна температура становить 11,02 °C, середня максимальна – 25,52 °C, а середня мінімальна – -5,97 °C. Середня річна кількість опадів – 802 мм.
| Клімат поселення                              | Клімат поселення | Клімат поселення | Клімат поселення | Клімат поселення | Клімат поселення | Клімат поселення | Клімат поселення | Клімат поселення | Клімат поселення | Клімат поселення | Клімат поселення | Клімат поселення | Клімат поселення |
| Показник                                      | Січ.             | Лют.             | Бер.             | Квіт.            | Трав.            | Черв.            | Лип.             | Серп.            | Вер.             | Жовт.            | Лист.            | Груд.            |                  |
| Середній максимум, °C                         | 6,02             | 8,16             | 12,71            | 17,18            | 22,43            | 25,52            | 24,96            | 24,25            | 20,26            | 15,09            | 9,38             | 5,32             |                  |
| Середня температура, °C                       | 0,02             | 2,16             | 6,71             | 11,16            | 16,42            | 19,52            | 21,12            | 20,41            | 16,44            | 11,26            | 5,55             | 1,50             |                  |
| Середній мінімум, °C                          | −5,97            | −3,85            | 0,68             | 5,15             | 10,42            | 13,52            | 17,30            | 16,58            | 12,61            | 7,44             | 1,72             | −2,33            |                  |
| Норма опадів, мм                              | 50               | 48               | 49               | 61               | 76               | 99               | 73               | 72               | 60               | 71               | 80               | 63               |                  |
| Середньомісячна швидкість вітру, м/с          | 1.98             | 2.23             | 2.51             | 2.44             | 2.20             | 2.00             | 1.98             | 1.80             | 1.80             | 1.85             | 1.96             | 2.02             |                  |
| Середньомісячна сонячна радіація, кДж/м²·день | 4308             | 6982             | 10878            | 15285            | 19197            | 21170            | 21994            | 20005            | 14877            | 9198             | 4838             | 3579             |                  |
| --------------------------------------------- | ---------------- | ---------------- | ---------------- | ---------------- | ---------------- | ---------------- | ---------------- | ---------------- | ---------------- | ---------------- | ---------------- | ---------------- | ---------------- |
| Джерело:                                      |                  |                  |                  |                  |                  |                  |                  |                  |                  |                  |                  |                  |                  |